# Elżbieta Ziętkiewicz
Elżbieta Ziętkiewicz, z domu Michalewska (ur. ok. 1894, zm. ?) – polska biegaczka, skoczkini narciarska i narciarka alpejska, trzecia zawodniczka nieoficjalnego biegu Mistrzostw Świata 1929.

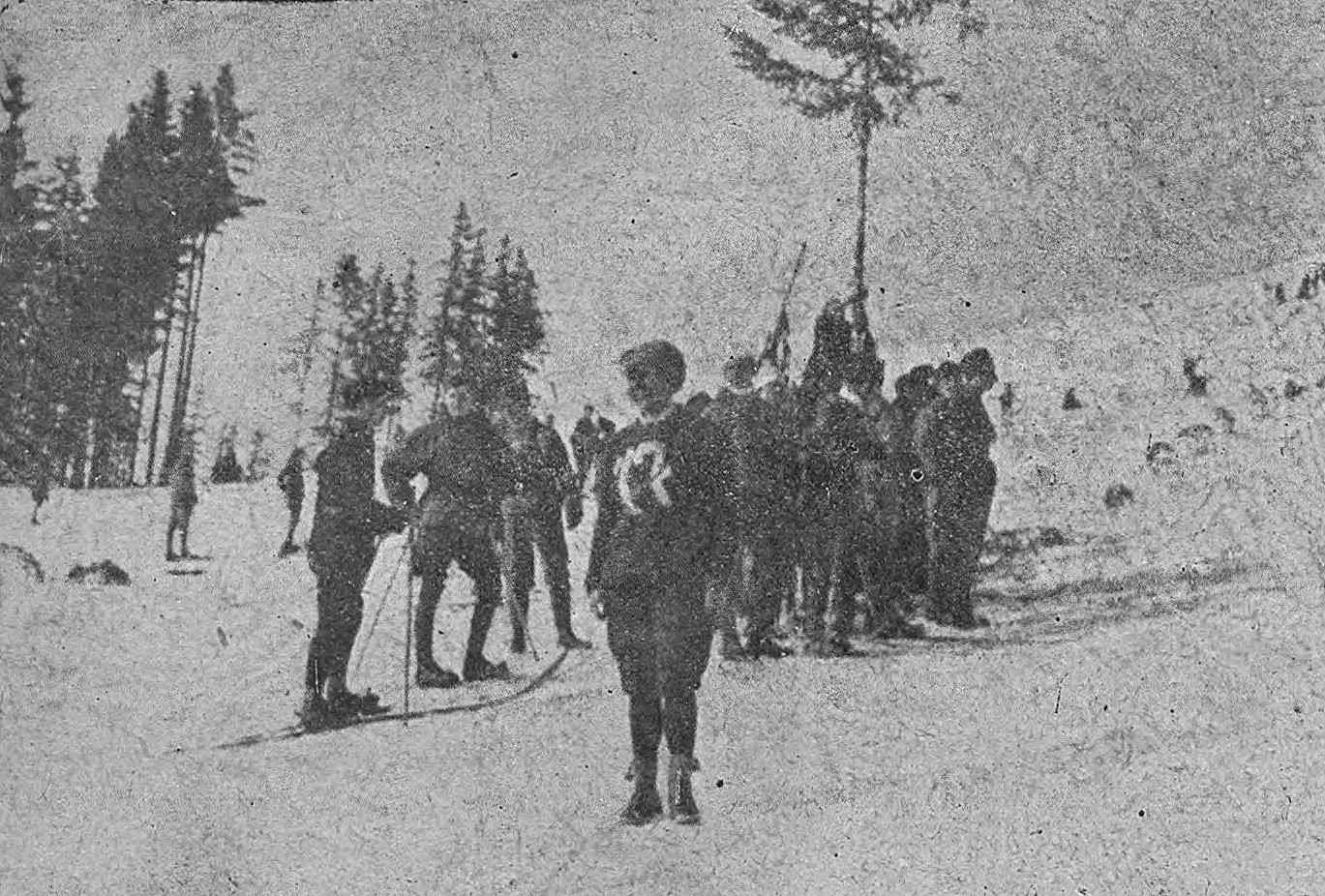
Elżbieta Ziętkiewicz podczas MP 1922

## Życiorys

### Pobyt w Wiedniu
Około 1911 roku Elżbieta Michalewska przeprowadziła się do Wiednia, by studiować w wyższej szkole fortepianowej. Wtedy zainteresowała się narciarstwem – jednym z jej dokonań jest między innymi narciarskie wejście, a następnie zjazd z Großvenediger (1914). Trzy lata później zdobyła srebro na zawodach w Raxie w kombinacji alpejskiej. Była też jedną z pierwszych skoczkiń narciarskich, wykonywała kilkunastometrowe skoki bez upadku, wygrywając również z mężczyznami, przez co w austriackiej prasie sportowej zyskała przydomek „fenomenalnej Polki”. Uprawiała również taternictwo. Już w 1917 r. przeszła wraz z Henrykiem Bednarskim południową ścianę Zamarłej Turni, jednakże w sposób mało samodzielny. Po powrocie do Polski w latach 1919-1920 była jedną z dwóch sanitariuszek w Kompanii Wysokogórskiej. Tam poznała przyszłego męża, Władysława Ziętkiewicza, którego poślubiła w 1920. Ich małżeństwo rozpadło się przed II wojną światową. Ziętkiewicz zginął 20 czerwca 1940 pod Raon-l’Étape we Francji po bitwie pod Baccarat.

### Kariera międzynarodowa

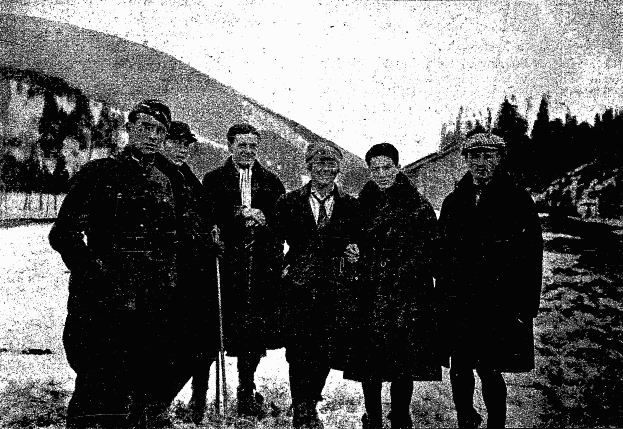
Grupa polskich narciarzy podczas zawodów w Worochcie w 1922 roku. Ela Ziętkiewiczowa w środku.

W 1921 roku zwyciężyła w mistrzostwach Polski w biegach narciarskich, podobnie rok później w Worochcie. Na III Mistrzostwach Polski w skokach została nieoficjalną mistrzynią Polski po skoku na 12 m. Zwyciężyła w skokach seniorów II klasy, pokonując Józefa Zubka i Stefana Zagórskiego. Znalazła się w polskiej reprezentacji olimpijskiej na ZIO 1924 w Chamonix, ale MKOl i FIS zakazywały wówczas kobietom wzięcia udziału w zawodach. W 1925 roku, podczas zawodów międzynarodowych w Starym Smokowcu, była najlepsza w biegu pań. W tym roku wygrała też w mistrzostwach Polski w Krynicy oraz w mistrzostwach Zakopanego. 24 lutego 1927 zwyciężyła w międzynarodowych zawodach w Cortina d’Ampezzo we Włoszech, w konkurencji nazwanej „bieg pań o charakterze wybitnie zjazdowym”. W 1928 wygrała bieg w Tatrzańskiej Polance. Ostatnim z ważnych startów Ziętkiewiczowej było trzecie miejsce w biegu pań na Gubałówce, nieoficjalnej konkurencji Mistrzostwach Świata 1929 w Zakopanem. Trasa kobiet liczyła 6 km, startowały 23 zawodniczki, bieg ukończyło 21. Startowała z numerem startowym 10, ukończyła bieg w czasie 35:20 min.

### Po zakończeniu kariery
Do końca lat 30. mieszkała w Zakopanem, a następnie uzyskała kartę Volksdeutsche i wyjechała do Wielkiej Brytanii lub Kanady, gdzie zmarła.